# Aeropuerto de Destin–Fort Walton Beach
El Aeropuerto de Destin–Fort Walton Beach (IATA: VPS, OACI: KVPS, FAA LID: VPS) es un aeropuerto ubicado dentro de la Base Aérea Eglin, adyacente a la ciudad de Valparaiso, y cerca de las ciudades de Destin y Fort Walton Beach, en el Condado de Okaloosa, Florida, Estados Unidos. El aeropuerto se llamaba anteriormente Aeropuerto Regional del Noroeste de Florida hasta el 17 de febrero de 2015 y Aeropuerto Regional de Okaloosa hasta septiembre de 2008.
El aeropuerto se encuentra a poco menos de 16 millas de Destin y se tarda aproximadamente 25 minutos en llegar a Destin. Solo se permite el tráfico aéreo comercial. Las operaciones no comerciales de aviación general ejecutiva deben ser efectuadas en el Aeropuerto Ejecutivo de Destin.

## Historia
En 1957, la terminal aérea del condado de Okaloosa abrió en la Base Aérea de Eglin, en el edificio 89, con tres empleados (director del aeropuerto, personal de seguridad y apoyo administrativo). Southern Airways era la única aerolínea de pasajeros, con aviones Douglas DC-3 directos a Atlanta a través de varias escalas. Los pasajeros entraban a la base por la puerta este, cerca de Valparaíso, de ahí el código del aeropuerto de VPS. Más tarde, Southern mejoraría su servicio en el aeropuerto con aviones de hélice Martin 4-0-4 de 40 pasajeros antes de iniciar los primeros vuelos regulares de aviones de pasajeros en VPS.
El nuevo edificio James E. Plew de la terminal de Okaloosa se inauguró a mediados de febrero de 1975 y su inauguración se celebró el 22 de febrero. El representante Bob Sikes y el presidente de Southern Airways, Frank Hulse, fueron algunos de los oradores. La instalación de 32 000 pies cuadrados (3,000 m²) costó 1,7 millones de dólares. Las subvenciones federales ascendieron a 472,000 dólares, las estatales a 80,000 dólares, la venta de bonos del condado de Okaloosa a 1,1 millones de dólares y las de Southern Airways a 190 000 dólares. El primer año, los pasajeros embarcados ascendieron a 97 000 y Southern Airways fue la única aerolínea que prestó servicio en VPS con 12 vuelos diarios.
En noviembre de 2004 El actual Aeropuerto Regional del Noroeste de Florida abrió sus puertas luego de una expansión con más estacionamiento, una plataforma de estacionamiento de aeronaves más grande, una segunda calle de rodaje paralela, jardinería y una nueva terminal de pasajeros de 110,000 pies cuadrados (10,000 m²).
El 17 de febrero de 2015, el Aeropuerto Regional del Noroeste de Florida cambió su nombre a Aeropuerto Destin-Fort Walton Beach.

## Instalaciones
El aeropuerto de Destin–Fort Walton Beach y la base de la fuerza aérea Eglin cubren 6,500 acres (2,630 ha) y comparten dos pistas: la 12/30 tiene 12 004 pies × 300 pies (3659 m × 91 m) construida en asfalto/hormigón y la 02/20 tiene 10 012 pies × 300 pies (3052 m × 91 m) construida totalmente de asfalto.
El aeropuerto cuenta con una terminal de pasajeros de 116.000 pies cuadrados (10.800 m²) con cinco puertas de segundo nivel con pasillos para aviones de pasajeros y tres puertas de cercanías a nivel del suelo con pasillos para aviones de pasajeros.
La terminal de dos niveles se inauguró en noviembre de 2004. El antiguo edificio de la terminal fue demolido poco después. La terminal cuenta con áreas para la emisión de boletos y la recogida de equipajes y áreas superiores e inferiores con puertas. El primer nivel tiene las puertas A1, A2 y A3 y áreas de espera y un área de concesión. El vestíbulo del segundo nivel tiene las puertas B1, B2, B3, B4, B5 y B6. La B3 rara vez se usa debido a la falta de vuelos durante la temporada baja. La B5 rara vez se usa debido a la falta de una pasarela. Los pasajeros tienen que descender por una escalera estrecha y no es muy propicia para un embarque seguro y rápido al avión. El vestíbulo del segundo nivel también tiene un restaurante y áreas de concesión. La terminal fue diseñada para permitir una expansión futura. El vestíbulo C, completado en 2022 para uso exclusivo de Allegiant Air, está ubicado al oeste de la terminal principal.

## Aerolíneas y destinos
| Aerolíneas           | Destinos |
| -------------------- | --- |
| Allegiant Air        | Belleville/St. Louis, Cincinnati, Fayetteville/Bentonville, Flint, Las Vegas, Newark, Washington-Dulles Estacional: Akron/Canton, Bloomington/Normal, Boston, Charlotte/Concord, Chicago-Midway, Clarksburg, Columbus-Rickenbacker, Dayton, Des Moines, Evansville, Grand Rapids, Huntington, Indianápolis, Kansas City, Knoxville, Lexington, Little Rock, Louisville, Memphis, Mineápolis/Saint Paul, Nashville, Oklahoma, Omaha, Peoria, Pittsburgh, Shreveport, Springfield/Branson, Tulsa, Wichita |
| American Airlines    | Charlotte, Dallas/Fort Worth, Washington–National Estacional: Chicago–O'Hare |
| American Eagle       | Charlotte, Miami (inicia el 19 de diciembre de 2025) Estacional: Chicago O'Hare, Dallas/Fort Worth, Filadelfia, Washington–National |
| Avelo Airlines       | Estacional: New Haven |
| Delta Air Lines      | Atlanta, Mineápolis/Saint Paul Estacional: Detroit |
| Southwest Airlines   | Dallas–Love, Houston–Hobby, Nashville Estacional: Baltimore, Chicago-Midway, Kansas City, San Luis |
| Sun Country Airlines | Estacional: Mineápolis/Saint Paul |

## Estadíasticas

### Tráfico anual

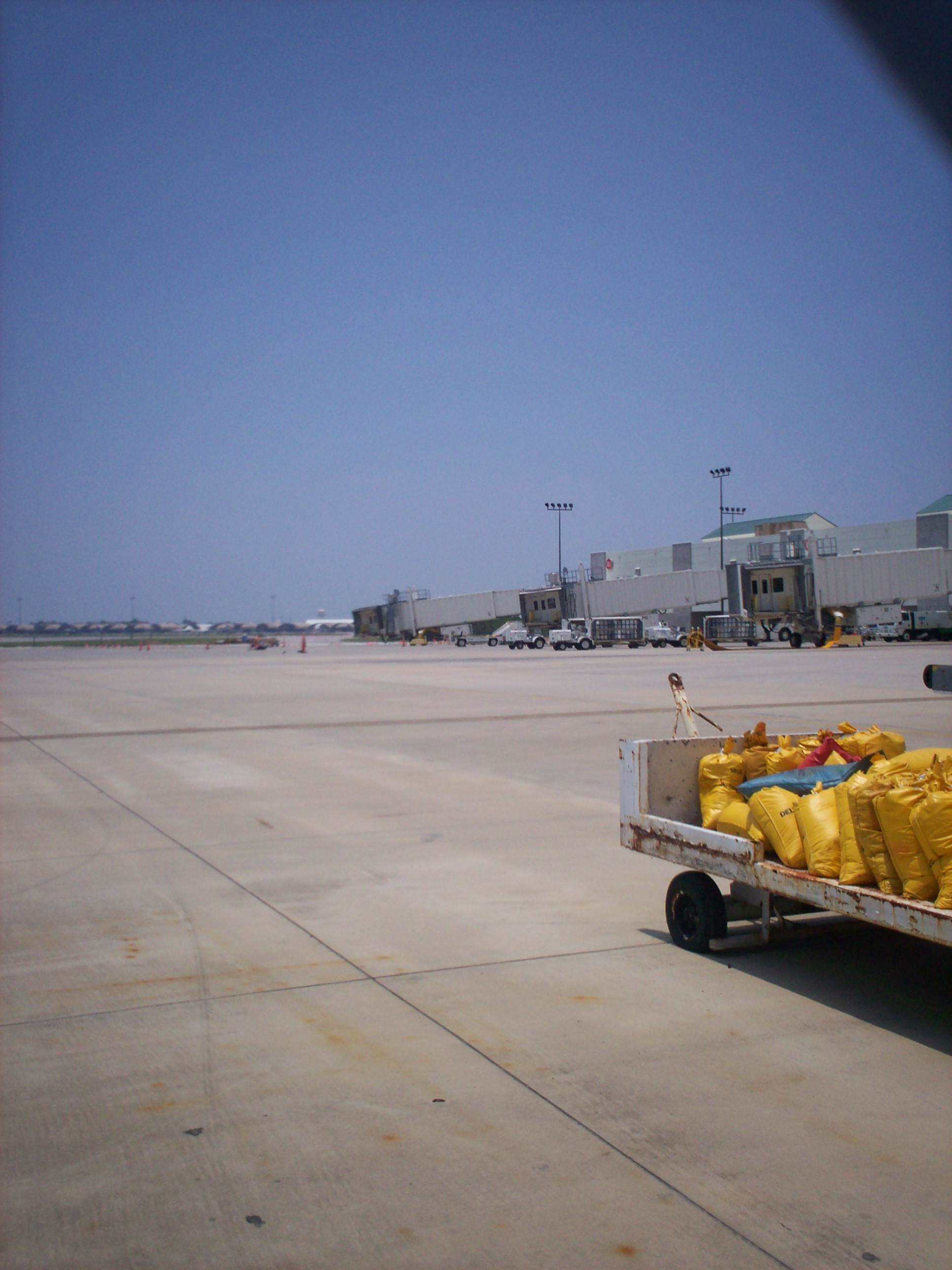
Plataforma del aeropuerto.

| Año  | Pasajeros | % Cambio |
| ---- | --------- | -------- |
| 2017 | 1,175,894 | —        |
| 2018 | 1,413,843 | 20.24%   |
| 2019 | 1,673,226 | 18.35%   |
| 2020 | 948,292   | 43.33%   |
| 2021 | 1,998,587 | 110.76%  |
| 2022 | 2,006,297 | 0.39%    |
| 2023 | 2,279,847 | 13.63%   |
| 2024 | 2,377,831 | 4.30%    |